# Peter Schjørring
Caspar Peter Charles Schjørring (1. januar 1831 i Vandborg Sogn – 2. april 1913 i Kolding) var en dansk borgmester og politiker, bror til præsten Jens Schjørring.

## Embedskarriere
Schjørring blev født i Vandborg ved Lemvig, hvor hans fader, Matthias Jacob Schjørring (1797-1858), da var sognepræst; hans moder hed Nicoline f. Ring (1796-1839). Han blev 1848 student fra Horsens lærde Skole og 1854 juridisk kandidat; var derefter i flere år manuduktør, blev 1858 kancellist i Justitsministeriet, 1860 protokolsekretær i Højesteret, 1869 by- og herredsfoged i Skælskør og 1877 byfoged og borgmester i Kolding. Her vandt han efterhånden almindelig velvilje og stor indflydelse; var desuden formand i bestyrelserne for Museet på Koldinghus og for De Forenede Sydjydske Telefonselskaber og i bestyrelsen for Kolding og Omegns Kunstforening Under sit ophold i København var Schjørring sammen med Th. Lind og Otto Algreen-Ussing 1862-65 medudgiver af en Samling af Rescripter, Resolutioner m. m. af mere almindelig Interesse fra 1660-1860 og (sammen med C.C.V. Nyholm) 1863-66 af Tidsskrift for Retsvæsen, hvori han bl.a. skrev om dødsstraffen og gav en samling Juridiske Ordsprog; endelig 1866 sammen med H. Dahlerup af Lov og Ret i de almindelige borgerlige Forhold (2. udgave 1869, 4. udgave ved E.H.V.S. Bloch og H.C.N. Giørtz 1909). Han blev Ridder af Dannebrog 1892 og Dannebrogsmand 1900. 1909 tog han sin afsked fra borgmestergerningen.

## Politiker
Schjørring blev tidligt grundtvigsk og demokratisk påvirket, var barndomsven af Carl Rosenberg og ungdomsven af Vilhelm Rode, tog del i studenterforeningslivet og skrev artikler i adskillige af de frisindede blade. 1861 kom han første gang i berøring med det politiske liv, i det han var medstifter af Danevirkeforeningen og blev medlem af dens bestyrelse. 1866 valgtes han til Folketinget for Thisted Amts 4. kreds (Morsøkredsen) og genvalgtes indtil 1876. Han sluttede sig straks til Det nationale Venstre, men ville ikke være med, da Det forenede Venstre dannedes 1870, og hørte i de følgende år til "de nationale løsgængere". Han blev ordfører i flere vigtige spørgsmål, således 1874 om Skifteloven; var 1867-73 medlem af Finansudvalget, i 2 samlinger (1869-71) en af dets ordførere og 1871-72 dets formand. I 1870'erne stod han især grev Ludvig Holstein-Ledreborg og Frede Bojsen nær, og på opfordring af Holstein foreslog Schjørring i december 1873 en adresse til kongen for at bede om et ministerskifte som middel til at standse den storpolitiske kamp mellem Venstre og Højre. Adressen vedtoges, men bragte intet udbytte, ja skærpede snarere striden og medførte sprængning af hans egen gruppe. Desuden overvejede justitsminister C.S. Klein at afskedige Schjørring fra hans embede, men gjorde ikke alvor af tanken. Schjørring stod senere næsten ene i tinget og trak sig derfor tilbage 1876. Sofus Høgsbro, der i øvrigt havde brudt politisk med ham efter 1870, søgte forgæves at fastholde ham i Rigsdagen. Han søgte dog 1881 valg i sin gamle kreds, men forgæves, idet han tabte til Christian Ravn.
Han blev gift 31. juli 1857 i Ormslev med Elvira Teilmann (22. september 1830 i Bøvling – 24. april 1880 i Kolding), datter af sognepræst, sidst i Ormslev og Koldt, Andreas Peter Johan Teilmann (1797-1883) og Anna Cathrine Høegh (1801-1892).
Schjørring er begravet i Kolding.
Der findes et portrætmaleri af Herman Vedel fra 1909 (Kolding Rådhus). Fotografier af P.C. Koch og L.P. Rasmussen.